# Eileider

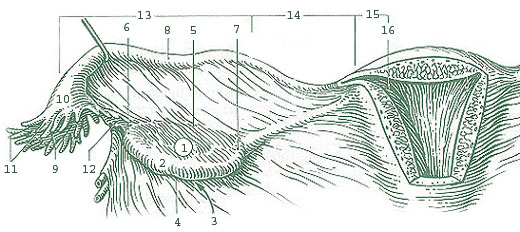
1: Eierstok
2: Mediaal oppervlak
3: Zijvlak
4: Vrije rand
5: Deel van brede ligament
6: Einde van de trechter
7: Baarmoedereinde
8: Eileider
9: Opening van de eileiders
10: Infundibulum van de trechter van de eileiders
11: Fimbriae van de eileiders
12: Ovariële fimbria
13: Ampulla tubae uterinae
14: Isthmus tubae uterinae van de eileiders
15: Baarmoedergedeelte van de eileiders
16: Baarmoederopening van de eileiders

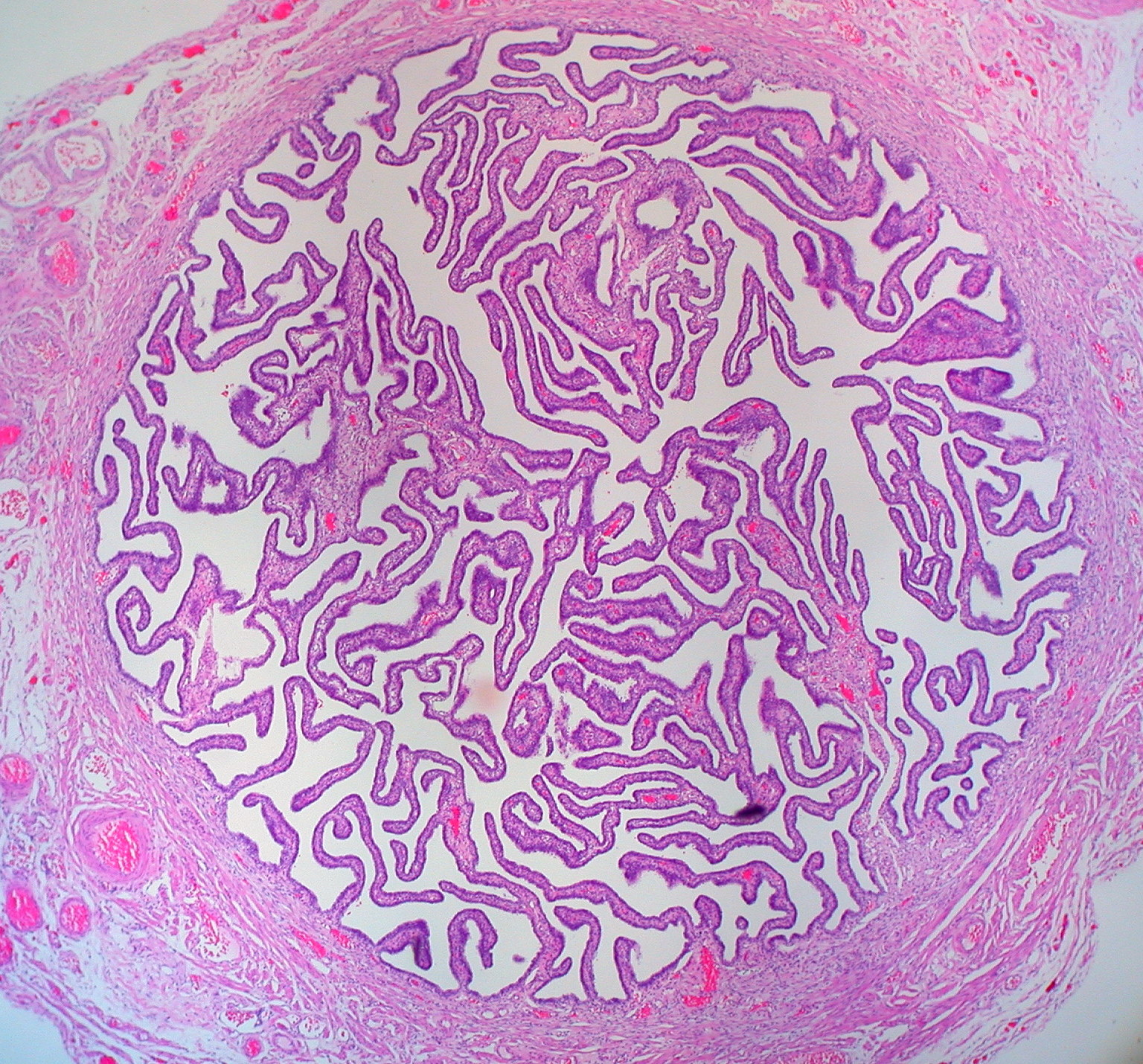
Doorsnede van een eileider

Een eileider of tuba uterina is een deel van de geslachtsorganen van de vrouw. Het is een trechtervormig orgaan dat zich met het brede eind over de eierstokken heen buigt, en met het smalle uiteinde in de baarmoeder uitkomt.
De functie van de eileider is het vervoer van de eicel of embryo naar de baarmoeder. De epitheelcellen die het oppervlak van de eileider bedekken, hebben trilharen (fimbriae), die de eicel of embryo voortbewegen naar de baarmoederholte. In de eileider kan de bevruchting plaatsvinden.
De medische naam voor de eileider (tuba uterina), Tuba Falloppi, is afkomstig van de ontdekker van de eileiders, de 16e-eeuwse Italiaanse anatoom Gabriele Falloppio.

## Afwijkingen
- Buitenbaarmoederlijke zwangerschap (extra-uteriene graviditeit, EUG) treedt op als een embryo in plaats van het baarmoederslijmvlies, zich in een eileider, of op de eierstok (ovarium), dan wel in de buikholte nestelt. Behandeling bestaat uit operatieve verwijdering middels openen van de eileider, dan wel verwijdering van de eileider. Dit kan middels een buikoperatie of met behulp van een laparoscopie. Soms wordt een EUG medicamenteus behandeld met methotrexaat, een chemotherapeuticum.
- Hydrosalpinx is een ophoping van secreet, gemaakt door slijmklieren van de eileider, nadat de beide uiteinden verstopt zitten, bijvoorbeeld door verklevingen, EUG, ontsteking ten gevolge van infectie. Vaak wordt gedurende de cyclus een wisselende diameter van hydrosalpinx gezien met behulp van echoscopie. In principe hoeft dit niet behandeld te worden tenzij er klachten ontstaan of kinderwens bestaat. Afhankelijk van de grootte, doel en ernst van de klachten, en of de andere kant ook aangedaan is, kan de aangedane eileider operatief verwijderd worden of geclipt worden
- Pyosalpinx is een pusophoping nadat er een opstijgende infectie is opgetreden in de eileider (pelvic inflammatory disease, PID, salpingitis). In het kader van een PID wordt een behandeling met antibiotica gestart, en indien de klinische toestand niet verbetert na 2 dagen en er aanwijzingen zijn dat de ontsteking, nadat een ontstekingsinfiltraat is ontstaan, zich ontwikkelt tot een abces lijkt een operatieve behandeling onvermijdbaar.
- Tumor